# Список депутатов Верховного Совета СССР 11-го созыва
Верховный совет СССР XI созыва был избран 4 марта 1984 года, заседал с 1984 по 1989 год; состав: 1500 депутатов — 750 в Совете Союза и 750 в Совете Национальностей.
| # А Б В Г Д Е Ё Ж З И К Л М Н О П Р С Т У Ф Х Ц Ч Ш Щ Э Ю Я |

## А
- Аау, Хейнар Хеймарович
- Абасов, Курбан Абас Кули оглы
- Абасова, Лятифа Билал кызы
- Абашидзе, Григол Григорьевич
- Абдиева, Катира Джакшылыковна
- Абдраев, Карике Абдраевич
- Абдукадыров, Абдуганы Каратаевич
- Абдулкеримова, Углангерек Махмудовна
- Абдуллаева, Егане Гюлалы кызы
- Абдуллаева, Тамам Исмаил кызы
- Абдулмаджидова, Булул Меджидовна
- Абдурашитов, Шамиль Рахимович
- Абдуррахманова, Метанет Ахмед кызы
- Абрамова, Людмила Ивановна
- Абросимова, Светлана Ивановна
- Авакян, Гаяне Аветиковна
- Авраменко, Степан Степанович
- Авророва, Елена Дмитриевна
- Агаджанова, Курбанджемал Хайдаровна
- Агапова, Людмила Юрьевна
- Ададурова, Лидия Семёновна
- Адам-Юсупов, Тюлеген Дюсембаевич
- Адлейба, Борис Викторович
- Азимов, Карим Мадаминович
- Азимов, Сарвар Алимджанович
- Азорабекова, Гуландом Бачабековна
- Айба, Хакибей Кажевич
- Айбазова, Мариям Шамгеевна
- Айвазян, Людмила Александровна
- Айтматов, Чингиз Торекулович
- Акбаралиева, Кундус Хаитбаевна
- Акгаев, Ата
- Акеев, Анатолий Айевич
- Акматов, Таштанбек
- Аксамитаускене, Валерия Мечислововна
- Аксёнов, Николай Фёдорович
- Алдакаев, Сабирьян Габдрауфович
- Александров Анатолий Александрович
- Александров, Анатолий Петрович
- Александров-Агентов, Андрей Михайлович
- Алиев, Али Наги оглы
- Алиев, Гейдар Алиевич
- Алиев, Иса Муса оглы
- Алиев, Шанлик Муслим оглы
- Алиева, Зибар Сулейман кызы
- Алиева, Миная Мирзабала кызы
- Алиева, Хавва Халил кызы
- Алимов, Анатолий Андреевич
- Алимов, Николай Николаевич
- Аллаберенова, Огульгельды
- Аллахвердиева, Миная Курбан кызы
- Алтунин, Александр Терентьевич
- Алхимов, Владимир Сергеевич
- Аманбаев, Толобек
- Аманжолов, Алпамыс Булекбаевич
- Амбарцумян, Виктор Амазаспович
- Амбарцумян, Сергей Александрович
- Ампилова, Татьяна Ивановна
- Амринов, Баяш Каутанович
- Андреев, Геннадий Николаевич
- Анищенко, Тамара Павловна
- Аннаоразов, Пода
- Аннушкина, Раиса Андреевна
- Антонов Алексей Константинович
- Антонов, Николай Афанасьевич
- Антонов, Олег Константинович
- Антонова, Ольга Эрнестовна
- Ануфриева, Светлана Валентиновна
- Анчукова, Татьяна Петровна
- Арабидзе, Вахтанг Иванович
- Аразова, Эджекгуль
- Аракчаа, Анфиса Тулушевна
- Арбатов, Георгий Аркадьевич
- Арбузов, Борис Александрович
- Ареян, Тамарик Цолаковна
- Арзиева, Зульфияхон Мукимовна
- Арсентьев, Василий Афанасьевич
- Арсланбекова, Нуршереп Нажмутдиновна
- Артамонова, Дина Сергеевна
- Арутюнян, Донара Асканазовна
- Арутюнян, Мартин Карапетович
- Арутюнян, Элмир Татулович
- Архипов, Владимир Михайлович
- Архипов, Иван Васильевич
- Аршба, Руслан Ардеванович
- Асимов, Мухамед Сайфитдинович
- Аскаров, Асанбай Аскарулы
- Асланикашвили, Мамука Александрович
- Атабалова, Огулгерек
- Атаев, Байры
- Атяшкина, Татьяна Фёдоровна
- Ауельбеков, Еркин Нуржанович
- Аухадиев, Кенес Мустаханович
- Аушев, Пётр Георгиевич
- Аушкап, Эрик Янович
- Афанасьев, Виктор Григорьевич
- Афанасьев, Сергей Александрович
- Ахмедов, Карим Садыкович
- Ахмедова, Ирина Холматовна
- Ахмедова, Кенжа
- Ахмерова, Светлана Гарифовна
- Ахромеев, Сергей Фёдорович
- Ашимов, Байкен Ашимович
- Аширбердиева, Говхер
- Ашуралиев, Рашид Салахутдинович
- Аюрзанаева, Нина Адушиевна

## Б
- Бабаев, Агаджан Гельдиевич
- Багина, Наталья Иосифовна
- Багирли, Рамиз Абузер оглы
- Багиров, Кямран Мамед оглы
- Багиров, Октай Алисатарович
- Багуева, Зайдат Сажаевна
- Байбаков, Николай Константинович
- Байронова, Валентина Владимировна
- Байсуркаев, Яхита Габаевна
- Бакин, Борис Владимирович
- Бакланов, Олег Дмитриевич
- Балакина, Евгения Викторовна
- Баландин, Анатолий Никифорович
- Баландин, Юрий Николаевич
- Балаян, Вазген Жораевич
- Балгабаева, Айнаш Рахимовна
- Балтайс, Мария Акиндиновна
- Балуев Вениамин Георгиевич
- Бальмонт Борис Владимирович
- Бальтмишкене, Ядвига Юозовна
- Бамайстрюк, Мария Гавриловна
- Бандровский Генрих Иосифович
- Баранов, Владимир Петрович
- Баркаускас Антанас Стасевич
- Бартошевич Геннадий Георгиевич
- Барушева Любовь Васильевна
- Басов Николай Геннадиевич
- Баталин Юрий Петрович
- Бауманис, Айварс Александрович
- Баханцова, Валентина Аркадьевна
- Бахирев Вячеслав Васильевич
- Бахуцева, Светлана Бухаридовна
- Башанкаева, Валентина Александровна
- Башилов Сергей Васильевич
- Башминов, Николай Владимирович
- Бганба, Нази Ночиевна
- Бебко Раиса Павловна
- Бедарева Галина Гавриловна
- Бежанишвили, Джемал Отарович
- Безбородов, Валерий Михайлович
- Безуглов, Анатолий Иванович
- Бейбутов Рашид Маджид оглы
- Бейшекеева, Кульмира Мусаевна
- Белалов, Имир Марупович
- Белецкий, Михаил Людвигович
- Беликов Валерий Александрович
- Белов, Юрий Павлович
- Белоусов Игорь Сергеевич
- Бельская, Надежда Владимировна
- Белюнайте, Геновайте Казевна
- Беляк, Константин Никитович
- Беляков Анатолий Михайлович
- Беляков Ростислав Аполлосович
- Бердзенишвили Мераб Исидорович
- Бердников, Павел Григорьевич
- Березин Анатолий Иванович
- Березовский, Пётр Степанович
- Берзиньш, Вилнис Арнольдович
- Беспалов Иван Петрович
- Бесараб, Анатолий Николаевич
- Бестаев, Илья Антонович
- Бетехтин Анатолий Владимирович
- Беэкман Владимир Эугенович
- Бидарова, Залина Георгиевна
- Биешу, Мария Лукьяновна
- Биктемиров Шаукат Хасанович
- Билык, Леонид Николаевич
- Битуев, Николай Магометович
- Блбулян, Маня Камисовна
- Блинова, Елена Викторовна
- Блохин Николай Николаевич
- Блохина Ирина Николаевна
- Бобкова Раиса Алексеевна
- Бобовиков Ратмир Степанович
- Бобриков, Максим Павлович
- Богданович, Михаил Константинович
- Боголюбов Клавдий Михайлович
- Боголюбов Николай Николаевич
- Богомяков Геннадий Павлович
- Богус, Мира Шамилевна
- Бодюл Иван Иванович
- Боева, Нина Митрофановна
- Бозаганов, Ораз
- Бозорова, Жамила Азимовна
- Бойболаева, Караматхон
- Бойко Алексей Сергеевич
- Бойко, Андрей Васильевич
- Бойко Виктор Григорьевич
- Бойко, Галина Сафроновна
- Бокарева, Татьяна Николаевна
- Бокина, Нина Фёдоровна
- Боков, Владислав Васильевич
- Болтунов, Михаил Иванович
- Большаков Анатолий Иванович
- Бондарев Юрий Васильевич
- Бондаренко Иван Афанасьевич
- Бондаренко Любовь Александровна
- Борисевич, Николай Александрович
- Борисов Григорий Григорьевич
- Борисов, Пётр Михайлович
- Бородин Леонид Александрович
- Бохова, Людмила Петровна
- Боцу Павел Петрович
- Брагин, Владимир Васильевич
- Братищенко, Ольга Григорьевна
- Братченко Борис Фёдорович
- Брехов Константин Иванович
- Бровиков Владимир Игнатьевич
- Брызгалова, Антонина Андреевна
- Брязгунов Юрий Иванович
- Бугаев Борис Павлович
- Бугаков Юрий Фёдорович
- Буданцев, Николай Иванович
- Будзило, Орислава Лукинична
- Будков, Александр Михайлович
- Бузоев Дзембат Тохович
- Буймов, Анатолий Егорович
- Букис, Зента Артуровна
- Булат, Илья Михайлович
- Буранова, Тулган Хужамовна
- Буренков Сергей Петрович
- Бурлака, Николай Яковлевич
- Бурнашова, Галина Николаевна
- Бурцева, Татьяна Дмитриевна
- Бусыгин Михаил Иванович
- Буюклян, Алварт Ишхановна
- Быкова, Александра Тихоновна

## В
- Вагрис Янис Янович
- Вайно, Карл Генрихович
- Валеева, Зинфира Фатиховна
- Вардосанидзе, Леван Григорьевич
- Варначёв Евгений Андреевич
- Васенина, Пелагея Ивановна
- Васильев, Виталий Александрович
- Васильев Николай Фёдорович
- Ватан, Тамара Леоновна
- Ватченко, Алексей Федосеевич
- Ващенко Григорий Иванович
- Ведерников Геннадий Георгиевич
- Ведерников, Николай Иванович
- Велидова, Галина Николаевна
- Велихов, Евгений Павлович
- Величко, Владимир Макарович
- Вельди, Хейно Тынисович
- Веневцев, Виталий Максимович
- Вербшина Людмила Ивановна
- Верёвочкин Евгений Иванович
- Верещагина, Ирина Михайловна
- Верко, Наталья Лукьяновна
- Вест, Эбе Лембитовна
- Винокуров, Пётр Николаевич
- Висоцкис, Эугениюс Казевич
- Виташкевич, Николай Александрович
- Влас, Иван Георгиевич
- Власов, Александр Владимирович
- Войстроченко Анатолий Фомич
- Волков Владимир Егорович
- Волков Гавриил Моисеевич
- Володарский Лев Мордкович
- Вольмер Юрий Михайлович
- Воронин Лев Алексеевич
- Воротников Виталий Иванович
- Восс Август Эдуардович
- Врабий, Василиса Романовна
- Всеволожский Михаил Николаевич

## Г
- Габуния, Гурам Дмитриевич
- Гаврилова Римма Александровна
- Гадоева, Шарофат Болтаевна
- Галаварян, Этера Санатруковна
- Галиев Мунавир Мухаметаминович
- Галимуллин Харис Галимуллович
- Галкин Дмитрий Прохорович
- Галухин Яков Иванович
- Гамзатов Расул Гамзатович
- Гамкрелидзе, Тамаз Валерианович
- Ганджабаева Садат Джумамурадовна
- Гапуров Мухамедназар Гапурович
- Гарбузов Василий Фёдорович
- Гарян, Аревик Артемовна
- Гасанов, Сайд Юсупович
- Гасанова, Гёвхар Техран кызы
- Гасанова, Ханымджан Аят кызы
- Гасанова Шамама Махмудали кызы
- Гасымов, Фамил Ислам оглы
- Гашков Иван Андреевич
- Гаюров, Атто
- Гелдиашвили, Нели Георгиевна
- Геллер Рахиль Гедальевна
- Геллерт Наталья Владимировна
- Герасимов Иван Александрович
- Гилашвили Павел Георгиевич
- Гиль Павел Евстафьевич
- Гиренко, Андрей Николаевич
- Гиталов Александр Васильевич
- Гладкий Иван Иванович
- Гладких, Надежда Григорьевна
- Глебов Игорь Алексеевич
- Глигор, Степан Саввич
- Глинкин, Анатолий Ильич
- Глоба, Василий Андрианович
- Глушко Валентин Петрович
- Глушков Николай Тимофеевич
- Гнатюк, Виктория Вячеславовна
- Говоров Владимир Леонидович
- Говорухина, Евгения Александровна
- Гогоберидзе, Наргизи Мемедовна
- Голдин Николай Васильевич
- Головин Владимир Александрович
- Гончар, Александр Терентьевич
- Гончаренко Борис Трофимович
- Гончаров, Юрий Иванович
- Горбаев, Виктор Николаевич
- Горбачёв, Михаил Сергеевич
- Горбунов, Борис Дмитриевич
- Горчаков Пётр Андреевич
- Горшков Леонид Александрович
- Горшков Сергей Георгиевич
- Горюнов, Павел Панфилович
- Гостев Борис Иванович
- Грамов Марат Владимирович
- Гребенюк Василий Андреевич
- Гребнев Владимир Фёдорович
- Грибанова, Людмила Леонидовна
- Грибков Анатолий Иванович
- Гривко, Екатерина Дмитриевна
- Гринёва, Галина Михайловна
- Гринцов Иван Григорьевич
- Гринько Николай Константинович
- Гришин Виктор Васильевич
- Гришкявичюс Пятрас Пятрович
- Громова, Валентина Васильевна
- Громова Мария Сергеевна
- Громыко, Андрей Андреевич
- Гроссу Семён Кузьмич
- Грушко, Леонид Алексеевич
- Губанов, Владимир Михайлович
- Губань, Мария Григорьевна
- Гудков Александр Фёдорович
- Гуженко, Тимофей Борисович
- Гуменюк, Людмила Евгеньевна
- Гуминская, София Васильевна
- Гурбанова, Наила Гурбан кызы
- Гурьев, Вячеслав Иоилович
- Гусев Владимир Викторович
- Гусев, Владимир Кузьмич
- Гусейнов, Адиль Нури оглы
- Гусельников Леонид Фёдорович
- Густов Иван Степанович

## Д
- Давидовская, Валентина Александровна
- Давитадзе, Марине Шалвовна
- Давтян, Павлуша Мурадович
- Давыдов Николай Григорьевич
- Дадабаев, Абдурахман
- Даниленко Виктор Дмитриевич
- Данилко, Иван Павлович
- Данилова, Галина Николаевна
- Данильченко, Леонид Михайлович
- Дарсалия, Афрасион Лауевич
- Дастанова, Малика Ахмадалиевна
- Дашиев Дугаржап Цыренович
- Дашко Николай Григорьевич
- Дегтярь, Надежда Павловна
- Дементьева Раиса Фёдоровна
- Демиденко Василий Петрович
- Демирчян Карен Серопович
- Демиховская, Светлана Фёдоровна
- Демичев Пётр Нилович
- Демченко, Иван Александрович
- Денисова, Анна Алексеевна
- Деревянко, Раиса Викторовна
- Дереева, Валентина Владимировна
- Джаббаров Исмаил
- Джумаева, Озодамо
- Дикусаров Владимир Григорьевич
- Динков Василий Александрович
- Диханбаева, Гульнара Оразбековна
- Дмитриев Валентин Иванович
- Дмитриев Игорь Фёдорович
- Добрик, Виктор Фёдорович
- Добриянский, Николай Степанович
- Добрынин, Геннадий Николаевич
- Додонов Николай Юрьевич
- Докшас, Зигмантас Станиславович
- Долгих Владимир Иванович
- Дондокова, Дулма Жимбуевна
- Доненбаева Камшат Байгазиновна
- Дорохов Илья Диомидович
- Дробышев, Иван Васильевич
- Дрыгин, Анатолий Семёнович
- Дубко Александр Иосифович
- Дудинский Николай Владимирович
- Дуйшеев Арстанбек Дуйшеевич
- Думачёв Анатолий Пантелеевич
- Думбадзе Нодар Владимирович
- Дунаева, Людмила Васильевна
- Дыбенко Николай Кириллович
- Дымшиц Вениамин Эммануилович
- Дьяконов Владислав Дмитриевич
- Дюгай, Владимир Константинович
- Дягель, Вера Андреевна

## Е
- Евдокимова, Ванда Ивановна
- Егиазарян, Хазал Мануковна
- Егоров Анатолий Григорьевич
- Егоров, Георгий Михайлович
- Ежевский, Александр Александрович
- Елагин, Александр Сидорович
- Елаев, Сергей Николаевич
- Елисеев Евгений Александрович
- Елисеева, Романа Александровна
- Елькина, Мария Сидоровна
- Ельцин Борис Николаевич
- Ельченко Юрий Никифорович
- Елютин Вячеслав Петрович
- Емельянова, Алевтина Васильевна
- Емохонов Николай Павлович
- Епишев Алексей Алексеевич
- Еремей Григорий Исидорович
- Ерёмина, Елена Николаевна
- Ермаков, Павел Семёнович
- Ермачкова, Екатерина Ивановна
- Ермаш Филипп Тимофеевич
- Ермин Лев Борисович
- Ерпилов Пётр Иванович
- Есетов, Такей
- Есин, Василий Павлович
- Есипёнок, Тамара Владимировна
- Ефимов Александр Николаевич
- Ефременко, Борис Иванович
- Ечешева, Светлана Ерельдеевна

## Ж
- Жакупов, Ануар Камзинович
- Жанказиев, Султая Баширович
- Жапаркулова, Зинаида Мамбетжановна
- Жарко, Галина Семёновна
- Жданов Дмитрий Александрович
- Жерздева, Александра Васильевна
- Жиганова, Майя Петровна
- Жиловский, Виктор Дмитриевич
- Жиенбаев, Кархан
- Жирнов, Иван Иванович
- Жовтяк, Валентина Ивановна
- Жуков Георгий Александрович
- Журавлёв, Борис Александрович
- Журенкова, Валентина Семёновна
- Жученко Александр Александрович

## З
- Заболотний, Виталий Дмитриевич
- Загладин, Вадим Валентинович
- Загребельный, Павел Архипович
- Заиров, Мухиддин Заирович
- Зайков, Лев Николаевич
- Зайтунова, Салима Рашитовна
- Зайцев, Михаил Митрофанович
- Зайцев Николай Прохорович
- Замятин, Леонид Митрофанович
- Зарубин, Александр Иванович
- Зарудин, Юрий Фёдорович
- Захаренко, Александр Антонович
- Захаров, Иван Васильевич
- Захарчук, Алексей Васильевич
- Защук, Мария Владимировна
- Згурский, Валентин Арсентьевич
- Земченков, Игорь Александрович
- Зиёев, Таварали
- Зименок, Василий Петрович
- Зимянин, Михаил Васильевич
- Зитманис, Август Карлович
- Зияев, Тоштемир
- Злобин, Николай Анатольевич
- Знаменский, Юрий Степанович
- Золотова, Наталья Леонидовна
- Золотухин, Григорий Сергеевич
- Зорина, Виолетта Семёновна

## И
- Ибрагимов Гусейн Рустам оглы
- Ибрагимов Мирза Аждар оглы
- Иваницкий Николай Михайлович
- Иванов, Александр Иванович
- Иванов, Борис Фёдорович
- Иванова, Галина Афанасьевна
- Ивановский Евгений Филиппович
- Ивашутин Пётр Иванович
- Игнатов Вадим Николаевич
- Игнатюк, Елена Николаевна
- Израэль Юрий Антониевич
- Иксанов Мустахим Белялович
- Ильенко, Василий Евдокимович
- Иманалиев Мурзабек Иманалиевич
- Имралиев, Сардар Мамед оглы
- Инаури Алексей Николаевич
- Инжиевский Алексей Алексеевич
- Ионов, Николай Александрович
- Исаев Александр Сергеевич
- Исаев, Виктор Николаевич
- Исаев Егор Александрович
- Искандаров, Абдулла
- Итешина, Нина Ивановна
- Ишлинский Александр Юльевич
- Ищук, Людмила Александровна

## К
- Кабалевский Дмитрий Борисович
- Кабдикаримова Нурбакыт
- Каберская, Наталья Викторовна
- Кабылов, Хаким
- Кабяк Сергей Терентьевич
- Кавинский, Ромуальд Владимирович
- Кавун Василий Михайлович
- Кадырбаев, Владимир Касымович
- Кадырова, Дапаакан Акматовна
- Кадырова, Серафима Григорьевна
- Казаков Василий Иванович
- Казанец Иван Павлович
- Казатова, Сайнап
- Кайбышев Оскар Акрамович
- Каландарова, Зайтуна Давлатёровна
- Калашников Анатолий Петрович
- Калашников Владимир Ильич
- Калашников, Михаил Тимофеевич
- Калашников, Николай Иванович
- Каледин, Анатолий Сергеевич
- Калин Иван Петрович
- Калинин Алексей Михайлович
- Калинина Ида Павловна
- Калниньш, Игоре Карлович
- Калюжная, Мария Павловна
- Камалиденов Закаш Камалиденович
- Камалов Каллибек
- Каменцев Владимир Михайлович
- Канащенков, Владимир Сергеевич
- Каноатов Муминшо
- Капитанец Иван Матвеевич
- Капитонов Иван Васильевич
- Карабут, Алексей Максимович
- Караваев Георгий Аркадьевич
- Караханова, Курбаной Дурряевна
- Каргин Михаил Иванович
- Каримов, Абдухалик
- Каримов, Раиль Газимович
- Карлов Владимир Алексеевич
- Карпенко, Тамара Павловна
- Карпов Анатолий Вячеславович
- Карпов Владимир Васильевич
- Каррыев Чары Союнович
- Картвелишвили Дмитрий Леванович
- Картофяну, Георгий Георгиевич
- Касимов, Абдукарим Касимович
- Касумова, Сунбул Касум кызы
- Кахидзе, Русудан Шотаевна
- Кац Мейер Ицкович
- Качаловский Евгений Викторович
- Качин Дмитрий Иванович
- Качура Борис Васильевич
- Каюмова, Раъно Абдуазизовна
- Кеворков Борис Саркисович
- Кемертелидзе Этери Петровна
- Кетрян, Оксана Витальевна
- Киктенко, Владимир Константинович
- Ким, Алла Сергеевна
- Кинь, Августа Юрьевна
- Киреева, Любовь Михайловна
- Кичинская, Вера Михайловна
- Кишаев, Датка Карович
- Кишларь, Александр Степанович
- Клепиков Михаил Иванович
- Клёцков Леонид Герасимович
- Клименко Иван Ефимович
- Клунейко, Людмила Ивановна
- Клычев Иззат Назарович
- Клюев Владимир Григорьевич
- Князев Филипп Кириллович
- Коблов, Михаил Борисович
- Ковалёв Михаил Васильевич
- Коваленко Александр Власович
- Ковальчук, Зиновий Степанович
- Ковшова, Зоя Ильинична
- Кожевников Вадим Михайлович
- Кожухивская, Юлия Ивановна
- Козин, Михаил Иванович
- Козина, Нина Васильевна
- Козлов Николай Тимофеевич
- Козловский Евгений Александрович
- Койчуманов Акан Джулаевич
- Кокарева, Зинаида Николаевна
- Колабекова, Елена Владимировна
- Колбин Геннадий Васильевич
- Колдунов Александр Иванович
- Колесников, Борис Иванович
- Колесников Пётр Кондратьевич
- Колмогоров Георгий Дмитриевич
- Коломайко, Николай Иванович
- Коломиец Юрий Афанасьевич
- Коломийцева, Галина Павловна
- Колосова, Вера Анатольевна
- Колосова, Лидия Фёдоровна
- Комаров Николай Дмитриевич
- Конарев Николай Семёнович
- Коновалов, Александр Васильевич
- Коновалов Василий Николаевич
- Коноплёв Борис Всеволодович
- Конотоп Василий Иванович
- Константинов Анатолий Устинович
- Кооп, Арнольд Викторович
- Копаницкая, Татьяна Валентиновна
- Коптюг Валентин Афанасьевич
- Копытко, Ольга Яковлевна
- Коренко, Сергей Владимирович
- Коридзе, Джумбер Фёдорович
- Коркин Александр Гаврилович
- Корклиш, Тамара Павловна
- Корниенко Анатолий Иванович
- Корниенко Георгий Маркович
- Королёва, Татьяна Фёдоровна
- Коротеньков Анатолий Романович
- Корсун, Владимир Анатольевич
- Кортелайнен Карл Ефремович
- Корчак, Мария Порфировна
- Косолапов Ричард Иванович
- Костандов Леонид Аркадьевич
- Костенюк Александр Григорьевич
- Костина, Людмила Николаевна
- Костюченко Михаил Иванович
- Костюченко, Пётр Никифорович
- Косырёва, Надежда Степановна
- Котельников Владимир Александрович
- Кочерга Анатолий Иванович
- Кочетов Константин Алексеевич
- Кочнева, Галина Ивановна
- Кошик, Надежда Ивановна
- Кошоев Темирбек Худайбергенович
- Кощанова, Гулсара Шараповна
- Кравченко, Галина Ивановна
- Крамская, Тамара Ивановна
- Краснова, Людмила Николаевна
- Кретавичюс, Генрикас Константинович
- Кривобок, Татьяна Викторовна
- Кривоногова, Татьяна Васильевна
- Криворучко, Леонтий Леонтьевич
- Кривошеева, Валентина Ивановна
- Круглова Зинаида Михайловна
- Круминьш, Волдемар Мартынович
- Крупник, Галина Адамовна
- Кручина Николай Ефимович
- Крючков Владимир Александрович
- Кряк, Владимир Иванович
- Куанышев Оразбек Султанович
- Кубасова, Валентина Ивановна
- Кубашев Сагидулла Кубашевич
- Кубилюс Ионас Пятрович
- Кудрявцев, Александр Иванович
- Кузьмин, Юрий Григорьевич
- Кузина, Надежда Ивановна
- Кузмаускас, Константинас-Ромуальдас Пятрович
- Кузнецов Василий Васильевич
- Кузнецов, Владимир Михайлович
- Кузнецова, Мария Алексеевна
- Кузьмина, Антонина Николаевна
- Кукайн Рита Александровна
- Кулакова, Зоя Дмитриевна
- Кулакова, Клавдия Петровна
- Куленов Ахат Салемхатович
- Кулешов, Иван Иванович
- Кулешова, Галина Андреевна
- Кулиджанов Лев Александрович
- Кулиев Кайсын Шуваевич
- Куликов Виктор Георгиевич
- Куликов Евгений Андреевич
- Куликов Фёдор Михайлович
- Куликова, Татьяна Андреевна
- Кулова, Огулдженнет Сопиевна
- Кульбачная, Раиса Ивановна
- Кульджагазов, Ходжамамед
- Кульматов, Ренат Сатарович
- Кульпач, Ева Фадеевна
- Кунаев Аскар Минлиахмедович
- Кунаев Динмухамед Ахмедович
- Куприянов, Александр Кириллович
- Купча, Эдите Яновна
- Куракин Евгений Фёдорович
- Курбаниязов, Онгарбай
- Курбанова, Эше
- Курбатов, Александр Васильевич
- Куре, Эне Васильевна
- Куркина, Валентина Андреевна
- Куркоткин Семён Константинович
- Кусаинов Амангельды Кусаинович
- Кутаркова, Нина Ивановна
- Кутахов Павел Степанович
- Кутишенко, Ольга Александровна
- Кууль Оскар Пээтерович
- Кучер, Анна Павловна
- Кучеренко, Василий Григорьевич
- Кучина, Валентина Павловна
- Кучумова Людмила Ивановна
- Кушеков Унайбай Кушекович
- Куюкова, Ольга Ильинична
- Кыстаубаев, Туран

## Л
- Лавров, Кирилл Юрьевич
- Лагидзе, Иветта Владимировна
- Лагутина, Лидия Павловна
- Лакербая, Лариса Беговна
- Лакия, Тина Григорьевна
- Лапин Сергей Георгиевич
- Лаптев, Павел Павлович
- Лапшина, Антонина Васильевна
- Лапшова Нина Павловна
- Лапыгин Владимир Лаврентьевич
- Ларионова Галина Васильевна
- Ласманс, Айварс Янович
- Лебедева, Вера Антоновна
- Лебедева, Лидия Дмитриевна
- Легостаева, Серафима Павловна
- Лежава, Циала Арушановна
- Леин Вольдемар Петрович
- Лендюк, Устинья Владимировна
- Леонов Василий Севостьянович
- Леонов Павел Артёмович
- Лепёшкина, Елена Львовна
- Ливенцов Василий Андреевич
- Ливманис, Станислав Язепович
- Лигачёв Егор Кузьмич
- Лиеберг Эндель Аугустович
- Лизичев Алексей Дмитриевич
- Лийв Валерий Рихардович
- Линник, Анатолий Васильевич
- Лисовой, Тимофей Григорьевич
- Листов Владимир Владимирович
- Литвинова, Лидия Михайловна
- Литра, Юрий Юрьевич
- Лихачёв, Владимир Витальевич
- Лихоманова, Галина Иннокентьевна
- Лобачёва, Ева Яковлевна
- Логачёв Николай Алексеевич
- Логунов Анатолий Алексеевич
- Ложченко Николай Родионович
- Ломакин Виктор Павлович
- Ломако Пётр Фадеевич
- Ломов Николай Петрович
- Ломоносов Владимир Григорьевич
- Лопатин, Фёдор Петрович
- Лопухов Александр Михайлович
- Лосев Сергей Андреевич
- Лотарёв Владимир Алексеевич
- Лощенков Фёдор Иванович
- Лукин, Сергей Александрович
- Луконина, Валентина Ивановна
- Лукьянова, Нина Васильевна
- Лукьянченко Станислав Александрович
- Лутак Иван Кондратьевич
- Лушникова, Нина Владимировна
- Лыков Геннадий Дмитриевич
- Лыкова Лидия Павловна
- Лябушев Фёдор Петрович
- Ляхов Иван Андреевич
- Ляшко Александр Павлович

## М
- Мавликов Вазил Салихович
- Магомедов Магомедали Магомедович
- Магомедова, Гулузар Алимагомедовна
- Магомедрагимов, Загидин Шафидинович
- Магрелова, Нина Михайловна
- Маилов, Афик Якуб оглы
- Майманов, Артур Ялбагаевич
- Майорец Анатолий Иванович
- Майоров Александр Михайлович
- Макарадзе, Надиэ Михайловна
- Макаренко Виктор Сергеевич
- Макаренко Вячеслав Александрович
- Макаров Александр Максимович
- Макарова, Татьяна Михайловна
- Макеев Виктор Петрович
- Макейчик, Анатолий Николаевич
- Максимов Юрий Павлович
- Макушева, Валентина Ивановна
- Малашенко, Юрий Владимирович
- Малдонис Альфонсас Мотеевич
- Маликова, Майрамхон Абдумуминовна
- Малофеев Анатолий Александрович
- Мальбахов Тимбора Кубатиевич
- Мальков Николай Иванович
- Мальцев Виктор Фёдорович
- Мальцев Николай Алексеевич
- Мамаев, Ибрагим Мулисович
- Мамарасулов Салиджан
- Маматкулов, Тиркаш
- Маматов, Зулпукар
- Мамедов, Рафик Джаббар оглы
- Мамедова, Венера Юсиф кызы
- Мамедова, Наргила Сейди кызы
- Мамонтов, Александр Сергеевич
- Мамунц Самвел Ваниевич
- Манаенков Юрий Алексеевич
- Манджиева, Тамара Дмитриевна
- Манякин Сергей Иосифович
- Маргарян, Сурик Амаякович
- Марди, Лийви Александеровна
- Мариненко, Мария Григорьевна
- Марисов Валерий Константинович
- Маркарян, Гриша Саркисович
- Марков Георгий Мокеевич
- Мартиросян, Кима Грачевна
- Мартынов Николай Васильевич
- Марчук Гурий Иванович
- Маряхина, Екатерина Петровна
- Масалиев Абсамат Масалиевич
- Масленников Николай Иванович
- Маслова Анна Васильевна
- Маслюков, Юрий Дмитриевич
- Масол Виталий Андреевич
- Матафонов Михаил Иванович
- Матуляускене, Римуте Юозовна
- Маханова, Несибели Рахматуллаевна
- Махкамов Кахар Махкамович
- Махмудова Наима Махмудовна
- Мацко, Ольга Аркадьевна
- Мачула, Евдокия Петровна
- Машнягуца, Иван Григорьевич
- Машуков, Жамалдин Билович
- Медведев Вадим Андреевич
- Мельников Александр Григорьевич
- Мельниченко Афанасий Кондратьевич
- Мельцева, Евгения Игнатьевна
- Мендак, Леонида Владимировна
- Ментешашвили Тенгиз Николаевич
- Меньшиков, Валерий Петрович
- Мерамова, Бэла Тхазарталиевна
- Меренищев Николай Владимирович
- Мерецков Владимир Кириллович
- Меркулова, Надежда Николаевна
- Месяц Валентин Карпович
- Метонидзе Гурам Арчилович
- Меунаргия, Валерьян Германович
- Мехренцев Анатолий Александрович
- Мешкаускене, Дануте Антановна
- Мешков Фёдор Степанович
- Мийгеш, Лайош Лайошович
- Микельсонс, Айварс Элмарович
- Микулич Владимир Андреевич
- Микучяускас Владисловас Косто
- Милкин, Анатолий Васильевич
- Мингела, Пранас Стасевич
- Миненкова, Татьяна Михайловна
- Мирбабаева, Минавар
- Мирзамамитова, Зарипа Машраповна
- Миронов Василий Петрович
- Мирошхин, Олег Семёнович
- Митрин Евгений Тимофеевич
- Митрофанова, Нина Никоноровна
- Михайлов, Виктор Константинович
- Михайлова, Аксинья Егоровна
- Михайлова, Антояида Ксенофонтовна
- Михайлова, Валентина Ивановна
- Михайлова, Валентина Николаевна
- Михайловский Аркадий Петрович
- Михалевич Владимир Сергеевич
- Михалков Сергей Владимирович
- Мишин Виктор Максимович
- Мищенко Виктор Тимофеевич
- Мнацаканян, Бавакан Гагиковна
- Можайская, Софья Александровна
- Можина, Татьяна Ивановна
- Мозговой Александр Иванович
- Мозговой Иван Алексеевич
- Мойдунов, Жумакадыр
- Мокрушин, Сергей Илларионович
- Молдобаев Карыбек Молдобаевич
- Молодова, Людмила Ивановна
- Молодцов Борис Андреевич
- Монаша, Мария Антоновна
- Монгуш, Маргарита Хилик-Доржуевна
- Моргун Фёдор Трофимович
- Морозов, Валерий Михайлович
- Морозов Иван Павлович
- Морозов Николай Ефимович
- Морозов, Сергей Николаевич
- Мосашвили, Теймураз Ильич
- Москаленко Кирилл Семёнович
- Мотова, Нина Михайловна
- Моторико Михаил Георгиевич
- Моцак, Григорий Иванович
- Моцкобили, Циури Нодариевна
- Мочалин Фёдор Иванович
- Музафаров, Сабир Бакир оглы
- Мукашев Саламат Мукашевич
- Муминов, Абдукарим
- Мунтян, Валентина Ивановна
- Муравьёв Евгений Фёдорович
- Муравьёв, Иван Иванович
- Муравьёва, Валентина Ивановна
- Мурадов, Худик
- Мурадян, Лида Араратовна
- Мураховский Всеволод Серафимович
- Мурашова, Татьяна Ивановна
- Муродов, Асомудин Шодиевич
- Мусаев, Фуад Энвер оглы
- Мусаева, Тарлан Гасан кызы
- Мусаханов Мирзамахмуд Мирзарахманович
- Мусвидайте, Регина Владовна
- Мустафаев, Нурадин Элязович
- Муха Степан Нестерович
- Мухабатова, Сониябиби Хушвахтовна
- Мухаметзянов Аклим Касимович
- Мухлаева, Дельгир Бадмаевна
- Мухтаров, Лятиф Исмаил оглы
- Мындру Николай Георгиевич
- Мынзу, Владимир Георгиевич
- Мысниченко Владислав Петрович
- Мяннисте, Андрей Арнольдович

## Н
- Набиев, Рахмон Набиевич
- Надсон, Николай Вениаминович
- Назарбаев, Нурсултан Абишевич
- Назиров, Юрсунджон
- Нарбунтене, Валерия Ионовна
- Нарматова, Хайриниса Абдинабиевна
- Науджюнене, Алдона-Котрина Симовна
- Наумов, Павел Алексеевич
- Невечера, Ирина Алексеевна
- Нелюбин, Виталий Павлович
- Немонтов Александр Андреевич
- Непорожний Пётр Степанович
- Нерсесян, Леонид Нерсесович
- Ниезова, Амина Махмудовна
- Низовский, Александр Петрович
- Никаноров, Игорь Алексеевич
- Никитин Владилен Валентинович
- Никитин, Николай Евгеньевич
- Никольский Борис Васильевич
- Никонов Виктор Петрович
- Никончук, Валентина Григорьевна
- Никулин, Борис Георгиевич
- Никулин Владимир Илларионович
- Новгородова Екатерина Иннокентьевна
- Новиков, Георгий Викторович
- Новожилов Генрих Васильевич
- Новолодский Алексей Борисович
- Новосёлова, Июлия Дмитриевна
- Новрузова, Зияфат Муса кызы
- Норейка, Пранас Миколович
- Носач, Татьяна Михайловна
- Ночёвкин Анатолий Петрович
- Нуриахметова, Гульфира Халитовна
- Нуриев Зия Нуриевич
- Нуриева, Наргиз Алекпер кызы
- Нурманбетова, Турсунбюбю Мамыткановна
- Нурушева, Бати Утениязовна

## О
- Овсянникова, Людмила Дмитриевна
- Овчинникова, Наталья Григорьевна
- Оганян, Гайк Агасиевич
- Огарков, Николай Васильевич
- Оданец, Валентина Ивановна
- Одинцов Владимир Евгеньевич
- Ойахмадов, Али
- Оконечников Борис Павлович
- Окотэтто, Павел Палевич
- Окунева, Татьяна Леонидовна
- Оленев, Николай Викторович
- Оленькова Анастасия Яковлевна
- Оразов, Куванч
- Орбелян, Сайда Михайловна
- Орлов, Владимир Александрович
- Орлов Владимир Павлович
- Орлова, Наталья Владимировна
- Оселедец, Александр Георгиевич
- Осётров Тимофей Николаевич
- Осипов Афанасий Николаевич
- Осипов, Владимир Алексеевич
- Остапенко Иван Максимович
- Отке, Надежда Павловна
- Отузов, Худайберди
- Оюн Вадим Орамбалович

## П
- Паап Эндель Альфредович
- Павлик, Евгения Григорьевна
- Паксадзе, Назиброла Отаровна
- Палажченко, Леонид Иванович
- Палевич, Казимира Иосифовна
- Палечкова, Валентина Ивановна
- Паллаев Гаибназар Паллаевич
- Панасенко Тарас Иванович
- Панфилов Михаил Панфилович
- Панчвидзе, Годерзи Севастович
- Папунидзе, Вахтанг Рафаэлович
- Парандайкина, Анна Александровна
- Парик, Хейно Хансович
- Пармакли, Савелий Михайлович
- Паршина Валентина Романовна
- Паршина, Светлана Андреевна
- Парышкура Михаил Иванович
- Паскарь Пётр Андреевич
- Пастернак Виктор Степанович
- Пастухов, Борис Николаевич
- Патоличев, Николай Семёнович
- Патон, Борис Евгеньевич
- Пациашвили, Нино Георгиевна
- Педак, Матти Арнольдович
- Пейпс, Лейда Аугустовна
- Пелецкис, Пятрас Александрович
- Пемпите, Рита Витаутовна
- Первенцев Евгений Иванович
- Первышин Эрлен Кирикович
- Перевощиков, Александр Вениаминович
- Перегудова, Нэля Петровна
- Переляйнен Хильма Андреевна
- Перкун Анатолий Сафронович
- Перттунен, Владимир Антонович
- Пестов Василий Серафимович
- Петкявичюс Юозас Юозович
- Петравичюс, Леопольдас Владович
- Петрищев Алексей Георгиевич
- Петров Василий Иванович
- Петрова, Зинаида Михайловна
- Петровичев Николай Александрович
- Петросян Вардгес Амазаспович
- Петрухина, Галина Васильевна
- Пикше, Инесе Валентиновна
- Пилимон, Ирина Адамовна
- Пипикис, Оскар Имантович
- Писарь, Николай Ильич
- Пискунов Владимир Венедиктович
- Пичужкин Михаил Сергеевич
- Плешаков Пётр Степанович
- Плисов Виктор Васильевич
- Плитман, Яков Исакович
- Погодаева, Мария Петровна
- Погодин, Владимир Алексеевич
- Погосян, Сируш Гагиковна
- Подойникова, Валентина Павловна
- Подольская, Ольга Анатольевна
- Полазнов, Николай Алексеевич
- Полецков, Владимир Никитович
- Полозов, Николай Никифорович
- Полюк, Оксана Васильевна
- Поляков, Виктор Николаевич
- Поляков, Иван Евтеевич
- Полянский, Анатолий Трофимович
- Пономарёв, Алексей Филиппович
- Пономарёв, Борис Николаевич
- Пономарёв, Николай Афанасьевич
- Понталевич, Таисия Емельяновна
- Пописташ, Сильвия Викторовна
- Попков Михаил Данилович
- Попов, Владимир Филиппович
- Попов, Леонид Иванович
- Попов, Николай Иванович
- Попова, Вера Владимировна
- Портнова, Анна Ивановна
- Посибеев, Григорий Андреевич
- Постников, Станислав Иванович
- Постольникова, Ольга Михайловна
- Поциус, Аусма Екабовна
- Почечуев Юрий Тимофеевич
- Прибытков Виктор Васильевич
- Приезжев Николай Семёнович
- Приёмко, Эвелина Болеславовна
- Прихно, Николай Васильевич
- Прокопьев Илья Павлович
- Прокопьев Юрий Николаевич
- Прокофьев Михаил Алексеевич
- Промыслов Владимир Фёдорович
- Прохорова, Тамара Николаевна
- Проценко, Вячеслав Александрович
- Прудникова, Вера Кузьминична
- Птицын Владимир Николаевич
- Пугин Николай Андреевич
- Пуго Борис Карлович
- Пудков, Иван Иванович
- Пулина, Ирина Борисовна
- Пульникова, Людмила Викторовна
- Пустынникова, Галина Ивановна
- Пухова Зоя Павловна
- Пушкарёв, Виктор Викторович

## Р
- Раджабов Назир Раджабович
- Раду, Нина Григорьевна
- Радюкевич Леонид Владимирович
- Разумов Евгений Зотович
- Разумовский Георгий Петрович
- Райк, Хельве Аугустовна
- Рамазян, Фрунзе Ишханович
- Раматова, Ровя Эгамовна
- Рамонас, Пранцишкус Юозович
- Рапша, Александра Федосеевна
- Расулова, Лидия Худат кызы
- Ратушная, Светлана Николаевна
- Рахимова, Матлубахон Расуловна
- Рахманин Олег Борисович
- Рахманкулов, Нагим Гарифович
- Рахманова, Гульжан Рузметовна
- Рахмонов, Саидмахмуд
- Рахмонова, Саиднисо
- Рачков Альберт Иванович
- Рачкова, Мария Фёдоровна
- Ребане Карл Карлович
- Ревенко, Григорий Иванович
- Ревазова, Светлана Александровна
- Резников Вадим Федотович
- Рекунков Александр Михайлович
- Решетникова, Анна Сафроновна
- Риккен, Ильме Акселевна
- Родионов, Вячеслав Георгиевич
- Родионова, Фаина Антоновна
- Родьев, Юрий Николаевич
- Рожков, Николай Алексеевич
- Романин Дмитрий Васильевич
- Романов, Геннадий Александрович
- Романов Григорий Васильевич
- Ромоданов Андрей Петрович
- Ростиашвили, Трифон Вахтангович
- Рошка, Иван Никитович
- Рощинская, Раиса Георгиевна
- Рубен Виталий Петрович
- Рубэн Юрий Янович
- Рузиев, Руйитдин
- Рузиева, Гулинор Байматовна
- Рукавичников, Сергей Иванович
- Русаков Константин Викторович
- Русакова, Таисия Андреевна
- Рустамова, Марьямхон Рахуббековна
- Рыбаков Алексей Миронович
- Рыбаков, Анатолий Яковлевич
- Рыбаков, Михаил Савельевич
- Рыбакова, Галина Сергеевна
- Рыбинцева, Наталья Петровна
- Рыжков Николай Иванович
- Рыжова, Нина Николаевна
- Рюйтель Арнольд Фёдорович
- Рябов Яков Петрович
- Ряхов Анатолий Яковлевич

## С
- Сабиров, Мамасалы
- Савинкин, Николай Иванович
- Садретдинова, Гульсирень Салимовна
- Садыгова, Назакет Шамиль кызы
- Садыков, Абид
- Садыков, Альберт Шакирзянович
- Сажнов, Николай Иванович
- Саидов, Наркулы
- Саидова, Байзат Бамматовна
- Сайкин Валерий Тимофеевич
- Сакалаускас Витаутас Владович
- Сакалаускене, Алдона Викторовна
- Сакулин, Владимир Алексеевич
- Салаев, Эльдар Юнис оглы
- Салимов, Акил Умурзакович
- Салихов, Абдумажид Хамидович
- Сальникова, Татьяна Аркадьевна
- Самардокене, Геновайте Йоновна
- Саматов, Абдугафур
- Самедова, Гунча Сабир кызы
- Самилык, Николай Игнатьевич
- Самси, Георгий Фёдорович
- Самхарадзе, Иван Самсонович
- Санакоев, Феликс Сергеевич
- Санданов, Владимир Цыденович
- Санников, Николай Васильевич
- Сапаева, Угилжан Жумабаевна
- Саргсян, Размик Камсарович
- Саркисов, Бабкен Есаевич
- Саркисян, Фадей Тачатович
- Саттарова, Зулайха Синдаровна
- Саул, Бруно Эдуардович
- Саутиева, Марем Эдельгиреевна
- Саушкин, Анатолий Николаевич
- Сафонов, Евгений Иванович
- Сахатниязова, Акбеги Мереткиличовна
- Сахедова, Оразгул
- Сахнюк, Иван Иванович
- Сванидзе, Дареджан Васильевна
- Свирин, Юрий Миронович
- Сеидов, Гасан Неймат оглы
- Семашко, Наталья Владимировна
- Семенихин, Владимир Сергеевич
- Семёнов Василий Иванович
- Семёнов, Михаил Иннокентьевич
- Семёнова, Александра Филипповна
- Семёнова, Любовь Дмитриевна
- Сенькин Иван Ильич
- Серебрякова, Валентина Ивановна
- Серебрянская, Раиса Васильевна
- Сефершаев, Фикрет
- Сивец, Виктор Николаевич
- Сиволап Анна Николаевна
- Сивченко, Лидия Фёдоровна
- Сиденко, Татьяна Михайловна
- Сидоров, Владимир Васильевич
- Сизенко, Евгений Иванович
- Сизов, Геннадий Фёдорович
- Сийтан, Вийве Эдуардовна
- Силаев Иван Степанович
- Силкин, Анатолий Константинович
- Симонян, Лев Арташесович
- Синельников, Николай Васильевич
- Синицкий, Иван Григорьевич
- Синявская, Тамара Ильинична
- Ситник, Нина Николаевна
- Ситников, Василий Иванович
- Скиба, Иван Иванович
- Скиданов, Изан Яковлевич
- Скляр, Анна Алексеевна
- Скоробогатова, Валентина Петровна
- Скоробогатова, Надежда Васильевна
- Скулме, Джемма Отовна
- Скурко Евгений Иванович (Максим Танк)
- Славский Ефим Павлович
- Слюньков Николай Никитович
- Смирнов, Анатолий Александрович
- Смирнов Леонид Васильевич
- Смирнов Николай Иванович
- Смиртюков Михаил Сергеевич
- Снетков, Борис Васильевич
- Сокибекова, Дилшодбегим
- Сокол, Владимир Харитонович
- Соколов, Евгений Николаевич
- Соколов Ефрем Евсеевич
- Соколов Сергей Леонидович
- Солдатова, Галина Ивановна
- Соловьёв, Павел Александрович
- Соловьёв Юрий Филиппович
- Сологуб, Антонина Прокофьевна
- Сологуб, Виталий Алексеевич
- Соломенцев Михаил Сергеевич
- Сонгайла Рингаудас-Бронисловас Игнович
- Соркина, Анна Игнатьевна
- Сорокин, Алексей Иванович
- Сорокина, Татьяна Анатольевна
- Соснов Иван Дмитриевич
- Спила, Игнат Эдуардович
- Стахеев, Рудольф Николаевич
- Степанов, Владимир Тимофеевич
- Степанюк, Екатерина Николаевна
- Степанюк, Татьяна Григорьевна
- Страутманис, Пётр Якубович
- Стрельченко, Алевтина Анемподистовна
- Стрельченко Иван Иванович
- Стрижов, Владимир Александрович
- Стукалин Борис Иванович
- Стульгинская, Тамара Александровна
- Субботин, Александр Михайлович
- Сулейманов, Кильдибай Сулейманович
- Сулейменов Олжас Омарович
- Султанов, Хатмулла Асылгареевич
- Султанова, Света Алыскаковна
- Сунцов, Михаил Иванович
- Суханов, Александр Сергеевич
- Суханов, Геннадий Валерьянович
- Сушаков, Анатолий Павлович
- Сыдыков, Матен
- Сысоева, Екатерина Фёдоровна
- Сысоева, Тамара Михайловна
- Сычевский, Валентин Эдуардович

## Т
- Табакова, Альбина Гавриловна
- Тагизаде-Гаджибеков, Ниязи Зульфугарович
- Тажимова, Гулзиба
- Таиров, Гасан Байрамали оглы
- Тактакишвили, Отар Васильевич
- Талызин, Николай Владимирович
- Таразевич, Георгий Станиславович
- Таранов, Иван Тихонович
- Тарасов Николай Никифорович
- Тарасова, Татьяна Ивановна
- Татарчук Николай Фёдорович
- Татлиев Сулейман Байрам оглы
- Таушаев, Сайлаубек Исагулович
- Ташиев, Омурбек Эшимович
- Тедеева, Джульетта Сослановна
- Тейнин, Борис Дамдынович
- Телепнёв, Пётр Максимович
- Тепкуев, Василий Очкаевич
- Теребилов Владимир Иванович
- Терешкова, Валентина Владимировна
- Техова, Мисурат Сикоевна
- Тимербаева, Розалина Абдулловна
- Тимофеенко, Михаил Иванович
- Тимочкин Владимир Иванович
- Титаренко, Алексей Антонович
- Титаренко, Владимир Александрович
- Тихонов, Николай Александрович
- Ткачук, Василий Михайлович
- Ткачук, Григорий Иванович
- Ткемаладзе, Григорий Абелович
- Тоирова, Фарогат
- Толкунов Лев Николаевич
- Толстых, Борис Леонтьевич
- Толубко, Владимир Фёдорович
- Томилов, Георгий Алексеевич
- Тошев, Мусурман Ширович
- Третьяк, Иван Моисеевич
- Третьяков, Пётр Иванович
- Трёхсвояков, Николай Петрович
- Трофимова, Наталья Михайловна
- Трофимова, Татьяна Дмитриевна
- Трунов, Михаил Петрович
- Туполев, Алексей Андреевич
- Турапов, Нармумин Турапович
- Тургунбаев, Данебай Таженович
- Турысов, Каратай
- Тыныбаев, Абубакир Алиевич

## У
- Убилава, Юза Джахоевич
- Удальцова, Любовь Николаевна
- Уланов Геннадий Иванович
- Ульянцева, Татьяна Анатольевна
- Уляшева, Вера Николаевна
- Умалатова Сажи Зайндиновна
- Умаров, Учкун
- Умаров, Хамдам
- Умурзаков, Расул
- Усанова, Анастасия Васильевна
- Усманов, Гумер Исмагилович
- Усманходжаев Инамжон Бузрукович
- Устинов Дмитрий Фёдорович
- Устиян, Иван Григорьевич
- Усубалиев Турдакун Усубалиевич
- Уткин Владимир Фёдорович

## Ф
- Фаградян, Степа Саргисович
- Фадеев, Александр Николаевич
- Фадеев, Виктор Сергеевич
- Фазилова, Зульфинисо
- Фалько, Владимир Николаевич
- Фаустов Василий Алексеевич
- Фахриева, Фильсина Газизовна
- Федирко Павел Стефанович
- Федорив, Роман Николаевич
- Фёдоров, Алексей Фёдорович
- Фёдоров Виктор Степанович
- Федорчук Виталий Васильевич
- Федосеев Пётр Николаевич
- Федосов Владимир Иванович
- Федотова, Людмила Петровна
- Ференсас, Альгирдас Антанович
- Филанович, Валентина Ивановна
- Филатов Александр Павлович
- Филигонова, Тамара Фёдоровна
- Филин, Владимир Викторович
- Финогенов Павел Васильевич
- Фирстов, Александр Иванович
- Фокина, Надежда Ивановна
- Фомина, Екатерина Ивановна
- Фомина, Лариса Константиновна
- Фомичёва, Мария Ивановна
- Фролов, Василий Семёнович

## Х
- Хаёев Изатулло Изатуллоевич
- Хазиахметов, Раис Суфиянович
- Хайдуров, Виктор Алексеевич
- Халгуев, Тагир Джамалдинович
- Халилов Курбан Али оглы
- Халилова, Шукюфа Ханкиши кызы
- Харадзе Евгений Кириллович
- Харионовский, Николай Николаевич
- Харитон, Юлий Борисович
- Харитонова, Надежда Павловна
- Харламова, Ангелина Петровна
- Харченко Иван Петрович
- Хасиева, Лариса Мисостовна
- Хачатрян, Генрик Самбатович
- Хачатрян, Лида Серобовна
- Хачатрян, Манушак Володяевна
- Хачатрян, Рима Цолаковна
- Хворостян, Александр Григорьевич
- Хертек, Анатолий Алдын-Куякович
- Хитрун Леонид Иванович
- Ходалова, Татьяна Геннадьевна
- Ходжгуров Адьяв Тюрвеевич
- Ходжиев, Рифъат
- Ходырев Владимир Яковлевич
- Хожамбергенова, Бибиайша
- Хомяков, Александр Александрович
- Хоперия, Марина Дантиевна
- Хохланова, Светлана Валерьяновна
- Хренников, Тихон Николаевич
- Христораднов, Юрий Николаевич
- Худайбергенов, Мадьяр
- Худайбердиев, Каххор
- Худайбердиев Розыкулы
- Худайбердыев, Нармахонмади Джураевич
- Худайкулова, Мухаббат
- Худоёрова, Бисоро Эгамбердиевна
- Хусаинов, Юрий Минивалич
- Хусаинова, Диларам Султановна
- Хут Малич Салихович

## Ц
- Царцидзе, Лейла Сергеевна
- Церклевич, Янина Дмитриевна
- Цинёв Георгий Карпович
- Цирулев, Владимир Павлович
- Цискаришвили, Михаил Аполлонович
- Цитлидзе, Гиви Акакиевич
- Цуканов, Георгий Эммануилович
- Цуркан, Михаил Семёнович
- Цуркану, Филипп Ефимович
- Цхурбаева, Аза Шаликоевна
- Цыбулько, Владимир Михайлович

## Ч
- Чазов, Евгений Иванович
- Чаковский, Александр Борисович
- Чапидзе, Элдари Леванович
- Чаплыгин, Алексей Михайлович
- Чарыев, Ата
- Чашкина, Валентина Ивановна
- Чеботаева, Нина Михайловна
- Чебриков, Виктор Михайлович
- Челидзе, Валериан Илларионович
- Челомей, Владимир Николаевич
- Червоненко Степан Васильевич
- Чернавин, Владимир Николаевич
- Черненко, Константин Устинович
- Черномырдин, Виктор Степанович
- Чёрный, Алексей Клементьевич
- Чёрный, Семён Владимирович
- Чернявская, Валентина Ивановна
- Черончина, Нина Илларионовна
- Черский Николай Васильевич
- Четверикова, Ольга Васильевна
- Читанава, Нодари Амросиевич
- Чугай, Тамара Ивановна
- Чудин Виталий Иванович
- Чуклеев, Сергей Анатольевич
- Чуносова, Любовь Фёдоровна
- Чуприн, Анатолий Николаевич

## Ш
- Шабадей, Валентина Евдокимовна
- Шабалин, Василий Васильевич
- Шабанов Виталий Михайлович
- Шавердиева, Мухлиса Расим кызы
- Шагазатов, Хабибулла Абдумажитович
- Шагова, Екатерина Михайловна
- Шадрина, Надежда Михайловна
- Шакиров Мидхат Закирович
- Шалаев, Степан Алексеевич
- Шамина, Нина Васильевна
- Шамшин Василий Александрович
- Шамякин, Иван Петрович
- Шанкиева, Галина Хулхачиевна
- Шапиро, Лев Борисович
- Шараев, Леонид Гаврилович
- Шарафуллин, Расым Касымзанович
- Шарипов, Абдусаттор
- Шарипов, Арун-Рашид Адиевич
- Шарова, Лариса Васильевна
- Шартикова, Рая Канапашевна
- Шауро Василий Филимонович
- Шахмаев, Ришат Сальманович
- Шачнева, Наталья Алексеевна
- Швед, Мария Васильевна
- Шведчикова, Елена Дмитриевна
- Шеварднадзе, Эдуард Амвросиевич
- Шевцов, Валерий Викторович
- Шегеда, Галина Ивановна
- Шелудякова, Алевтина Викторовна
- Шепетис, Лионгинас Клеменсович
- Шестопалов, Николай Фёдорович
- Шибаршова, Лидия Гавриловна
- Шинкуба, Баграт Васильевич
- Ширмелис, Рудольф Рудольфович
- Ширшин, Григорий Чоодуевич
- Шитиков Алексей Павлович
- Шкабардня Михаил Сергеевич
- Шкадов, Иван Николаевич
- Школьников, Алексей Михайлович
- Шлапакова, Анна Дмитриевна
- Шлыкова, Зинаида Цыбановна
- Шнайдер, Фридрих Фридрихович
- Шогалибов, Бобо Назарович
- Шокин, Александр Иванович
- Шокул, Анатолий Алексеевич
- Шомин, Николай Александрович
- Шорохов, Виктор Николаевич
- Шох, Светлана Павловна
- Шукурбеков, Боранбек
- Шуляк, Евгений Александрович
- Шумский, Александр Алексеевич
- Шурыгина, Людмила Павловна
- Шушукевич, Леокадия Михайловна

## Щ
- Щеглова Татьяна Викторовна
- Щербина Борис Евдокимович
- Щербицкий Владимир Васильевич

## Э
- Эпов Владимир Садеевич
- Эргешова Шасенем Розыевна
- Эсамбаев Махмуд Алисултанович

## Ю
- Юданов, Григорий Васильевич
- Юдина, Елена Александровна
- Юдина, Надежда Витальевна
- Юзбашян, Мариус Арамович
- Юнак, Иван Харитонович
- Юнусов, Анатолий Усманович
- Югансон, Николай Оттович
- Юсифзаде, Зия Мамедия оглы
- Юсупов, Джаникул
- Юсупов, Магомед Юсупович
- Юферова, Маргарита Васильевна
- Юшкин, Алексей Васильевич

## Я
- Язкулиев, Баллы
- Язов, Дмитрий Тимофеевич
- Яковлев, Александр Николаевич
- Яковлев, Александр Сергеевич
- Яковлева, Галина Петровна
- Якуба, Александр Константинович
- Якубаева, Карамат Хакимовна
- Янцявичене, Ангеле Йоновна
- Япс, София Эмильевна
- Ярвет, Юри Евгеньевич
- Яснов, Михаил Алексеевич
- Ятимова, Ановарби
- Ятманова, Галина Михайловна
- Ячменёва, Татьяна Михайловна
- Яшин, Алексей Иванович
- Яшин, Юрий Алексеевич

## Доизбранные депутаты
- Елисеев, Алексей Станиславович (10.6.1984)
- Кадырбаев, Владимир Касымович (10.6.1984)
- Меликов, Ариф Джангирович (18.11.1984)
- Нишнианидзе, Шота Георгиевич (18.11.1984)
- Вольский, Аркадий Иванович (18.11.1984)
- Ефремов, Вениамин Павлович (24.2.1985)
- Лобов, Олег Иванович (24.2.1985)
- Осипов, Владимир Васильевич (24.2.1985)
- Кадыров, Гайрат Хамидуллаевич (24.2.1985)
- Иванов, Анатолий Степанович (24.2.1985)
- Салыков, Какимбек (24.2.1985)
- Лаптев, Иван Дмитриевич (24.2.1985)
- Степанов, Владимир Севастьянович (24.2.1985)
- Ковалёв, Сергей Никитич (24.2.1985)
- Хатанзейский, Иван Мартынович (24.2.1985)
- Измайлова, Нина Сергеевна (26.5.1985)
- Попов, Филипп Васильевич (26.5.1985)
- Ниязов, Сапармурад Атаевич (26.5.1985)
- Демидов, Алексей Арсеньевич (22.9.1985)
- Кравцов, Борис Васильевич (22.9.1985)
- Гедженов, Чары (22.9.1985)
- Лущиков, Анатолий Павлович (22.9.1985)
- Болдин, Валерий Иванович (17.11.1985)
- Шевченко, Валентина Семёновна (17.11.1985)
- Чирсков, Владимир Григорьевич (17.11.1985)
- Алимов, Тимур Агзамович (9.2.1986)
- Величко, Игорь Иванович (9.2.1986)
- Григорьев, Владимир Викторович (9.2.1986)
- Хабибуллаев, Пулат Киргизбаевич (9.2.1986)
- Анищев, Владимир Петрович (9.2.1986)
- Сатин, Борис Фёдорович (9.2.1986)
- Аристов, Борис Иванович (9.2.1986)
- Щадов, Михаил Иванович (25.5.1986)
- Катушев, Константин Фёдорович (25.5.1986)
- Миркасымов, Мирахат Мирхаджиевич (25.5.1986)
- Мырзашев, Рысбек (25.5.1986)
- Черкезия, Отар Евтихиевич (25.5.1986)
- Мокану, Александр Александрович (25.5.1986)
- Джумагулов, Апас (25.5.1986)
- Акимова, Урматай Абдамитовна (25.5.1986)
- Усмонов, Субхон (25.5.1986)
- Нургельдыев, Аннамамед (25.5.1986)
- Мендыбаев, Марат Самиевич (25.5.1986)
- Добрынин, Анатолий Фёдорович (25.5.1986)
- Лобов, Владимир Николаевич (25.5.1986)
- Патиашвили, Джумбер Ильич (25.5.1986)
- Смирнов, Виктор Ильич (25.5.1986)
- Бирюкова, Александра Павловна (25.5.1986)
- Киселёв, Геннадий Николаевич (25.5.1986)
- Восканян, Грант Мушегович (25.5.1986)
- Могилевец, Юрий Климентьевич (25.5.1986)
- Аксёнов, Александр Никифорович (25.5.1986)
- Купцов, Валентин Александрович (12.10.1986)
- Бакатин, Вадим Викторович (12.10.1986)
- Строев, Егор Семёнович (12.10.1986)
- Литвинцев, Юрий Иванович (12.10.1986)
- Мироненко, Виктор Иванович (12.10.1986)
- Арипджанов, Махмут Марипович (12.10.1986)
- Деменцев, Виктор Владимирович (12.10.1986)
- Ефимов, Анатолий Степанович (12.10.1986)
- Ягодин, Геннадий Алексеевич (12.10.1986)
- Трофимов, Юрий Николаевич (12.10.1986)
- Кулибаев, Аскар Алтынбекович (12.10.1986)
- Васильев, Лев Борисович (12.10.1986)
- Быков, Валерий Алексеевич (12.10.1986)
- Щепетильников, Аркадий Николаевич (12.10.1986)
- Умаров, Ислам Султанович (12.10.1986)
- Лордкипанидзе, Тариел Владимирович (12.10.1986)
- Лучинский, Пётр Кириллович (12.10.1986)
- Алёшин, Георгий Васильевич (12.10.1986)
- Захаров, Владимир Андреевич (12.10.1986)
- Огарок, Валентин Иванович (12.10.1986)
- Колесников, Владислав Григорьевич (12.10.1986)
- Воронов, Юрий Петрович (12.10.1986)
- Беляков, Юрий Алексеевич (26.10.1986)
- Шарин, Леонид Васильевич (26.10.1986)
- Табеев, Фикрят Ахмеджанович (26.10.1986)
- Ермаков, Николай Спиридонович (26.10.1986)
- Плеханов, Александр Николаевич (26.10.1986)
- Смольский, Павел Александрович (26.10.1986)
- Петров, Юрий Владимирович (26.10.1986)
- Сысцов, Аполлон Сергеевич (26.10.1986)
- Сазонов, Анатолий Павлович (26.10.1986)
- Ревенко, Григорий Иванович (26.10.1986)
- Ануфриев, Владислав Григорьевич (26.10.1986)
- Скляров, Юрий Александрович (26.10.1986)
- Кочетков, Юрий Петрович (26.10.1986)
- Камай, Алексей Степанович (26.10.1986)
- Мураталин, Искендер Садыкович (26.10.1986)
- Анфимов, Олег Георгиевич (26.10.1986)
- Беляков, Олег Сергеевич (26.10.1986)
- Лукьяненко, Владимир Матвеевич (26.10.1986)
- Королёв, Михаил Антонович (26.10.1986)
- Додонов, Александр Алексеевич (22.2.1987)
- Сагдеев, Роальд Зиннурович (22.2.1987)
- Локотунин, Валерий Иванович (22.2.1987)
- Искалиев, Нажамеден Ихсанович (22.2.1987)
- Айтхожин, Мурат Абенович (22.2.1987)
- Браун, Андрей Георгиевич (22.2.1987)
- Паничев, Николай Александрович (22.2.1987)
- Туташов, Жунусбек Курманалиевич (22.2.1987)
- Тасбулатова, Карлыгаш Зиядаевна (22.2.1987)
- Алавидзе, Вилен Исидорович (22.2.1987)
- Дурасов, Владимир Александрович (22.2.1987)
- Ходжаков, Овлякули (22.2.1987)
- Эмиридзе, Гурам Хусейнович (22.2.1987)
- Грищенко, Пётр Семёнович (22.2.1987)
- Брежнев, Владимир Аркадьевич (22.3.1987)
- Ольшанский, Николай Михайлович (22.3.1987)
- Лукьянов, Анатолий Иванович (22.3.1987)
- Долматов, Анатолий Петрович (22.3.1987)
- Никулин, Иван Иванович (22.3.1987)
- Рябев, Лев Дмитриевич (22.3.1987)
- Володин, Борис Михайлович (22.3.1987)
- Луконин, Николай Фёдорович (22.3.1987)
- Фролов, Иван Тимофеевич (22.3.1987)
- Колпаков, Серафим Васильевич (22.3.1987)
- Беспалов, Юрий Александрович (22.3.1987)
- Митькин, Николай Андреевич (22.3.1987)
- Примаков, Евгений Максимович (22.3.1987)
- Нишанов, Рафик Нишанович (22.3.1987)
- Жакселеков, Эрмек (22.3.1987)
- Ковтунов, Александр Васильевич (22.3.1987)
- Ахмедов, Ахмед Дадаш оглы (22.3.1987)
- Соболев, Виталий Павлович (22.3.1987)
- Ходжамурадов, Аннамурад (22.3.1987)
- Нестеренко, Сергей Михайлович (22.3.1987)
- Бурдин, Виктор Васильевич (21.6.1987)
- Видяев, Борис Павлович (21.6.1987)
- Решетилов, Владимир Иванович (21.6.1987)
- Купцов, Виталий Дмитриевич (21.6.1987)
- Черномырдин, Виктор Степанович (21.6.1987)
- Швырёв, Николай Дмитриевич (21.6.1987)
- Терех, Кондрат Зигмундович (21.6.1987)
- Ивашко, Владимир Антонович (21.6.1987)
- Острожинский, Валентин Евгеньевич (21.6.1987)
- Тюлебеков, Касым Хажибаевич (21.6.1987)
- Григорьев, Валентин Александрович (21.6.1987)
- Зайков, Вячеслав Афанасьевич (21.6.1987)
- Зеленовский, Анатолий Антонович (21.6.1987)
- Дога, Евгений Дмитриевич (21.6.1987)
- Камшалов, Александр Иванович (21.6.1987)
- Мельников, Владимир Иванович (21.6.1987)
- Кулешов, Алексей Антонович (21.6.1987)
- Лунёв, Виктор Андреевич (10.1.1988)
- Биккенин, Наиль Бариевич (10.1.1988)
- Погорелов, Юрий Николаевич (10.1.1988)
- Белоусов, Борис Михайлович (10.1.1988)
- Хабибуллин, Равмер Хасанович (10.1.1988)
- Дадов, Хамита Аубекирович (10.1.1988)
- Романов, Владимир Иванович (10.1.1988)
- Катилевский, Сергей Михайлович (10.1.1988)
- Жумаканов, Турсынгали Аскарович (10.1.1988)
- Рябоконь, Владимир Александрович (10.1.1988)
- Шахназаров, Георгий Хосроевич (10.1.1988)
- Волков, Александр Никитович (10.1.1988)
- Полозков, Иван Кузьмич (28.2.1988)
- Власенко, Анатолий Александрович (28.2.1988)
- Жиров, Николай Петрович (28.2.1988)
- Сидоров, Василий Павлович (28.2.1988)
- Павленко, Леонид Иванович (28.2.1988)
- Скоков, Виктор Васильевич (28.2.1988)
- Фокин, Витольд Павлович (28.2.1988)
- Голушко, Николай Михайлович (28.2.1988)
- Бархатов, Анатолий Николаевич (28.2.1988)
- Погребняк, Яков Петрович (28.2.1988)
- Каримов, Ислам Абдуганиевич (28.2.1988)
- Норматова, Назирахон (28.2.1988)
- Норов, Нурмахмад (28.2.1988)
- Башмаков, Евгений Фёдорович (28.2.1988)
- Астраускас, Витаутас Стасевич (28.2.1988)
- Морозов, Иван Сергеевич (28.2.1988)
- Шимко, Владимир Иванович (28.2.1988)
- Будыка, Александр Дмитриевич (28.2.1988)
- Мирхаликов, Темурбай (28.2.1988)
- Колинков, Владимир Михайлович (28.2.1988)
- Сорокин, Михаил Иванович (28.2.1988)
- Бекназаров, Соибназар (28.2.1988)